# Гай Цейоній Руфій Альбін
Гай Цейоній Руфій Альбін (*Gaius Caeionius Rufius Albinus, д/н — після 391) — державний діяч та науковець-інтелектуал часів пізньої Римської імперії.

## Життєпис
Походив зі знатного роду Цейоніїв Волузіанів. Син Гая Цейонія Руфія Волузіана Лампадія, міського префекта Рима в 365—366 роках, та Цеціни Лоліани. Здобув гарну освіту. Замолоду захопився науковим працями. Водночас розпочав традиційну для аристократів державну кар'єру.
Про посади, які обіймав Альбін відомо замало: знано, що був проконсула в якій провінцій у 380-х роках. У 389 році призначається міським префектом Риму. На цій посаді перебував до 391 року. Підтримував поганську партію, що виступала за збереження поклоніння божествам Риму. При цьому був одружений з християнкою. Подальша доля невідома.

## Наукова діяльність
Був однією з найосвіченіших постатей пізньої Римської імперії поряд з Амвросієм Медіоланським. Отримав у сучасників прізвисько «Філософ» (дорівнює сучасному «Знавець»). З його доробку нічого не збереглося. У Боеція є згадки про праці Альбіна з геометрії та діалектики.
Згідно з Прісціаном, ймовірно, був також актором праці з історії Риму, що була складена віршами.

## Родина
Дружина — Антонія або Агріпнія, християнка.
Діти:
- Руфій Антоній Агріпній Волузіан
- Цейонія Альбіна